# 잎거미과

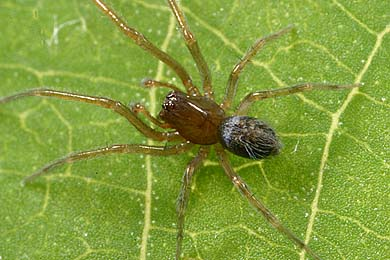

잎거미과(Dyctinidae)는 거미목 새실젖거미아목에 속하는 과이다. 겹생식기류 중에서도 세발톱무리로써, 겉으로 암컷의 외부생식기가 드러나고 발톱이 세 개이다.